# قدرت عشق (فیلم ۱۹۹۴)
قدرت عشق (به هندی: Prem Shakti) فیلمی محصول سال ۱۹۹۴ و به کارگردانی شیبو میترا است. در این فیلم بازیگرانی همچون کاریسما کاپور، گوویندا، قادرخان، قادرخان، نیتیش بادرواج ایفای نقش کرده‌اند.